# Ехоенцефалографія
Ехоенцефалогра́фія (ЕхоЕГ) — метод ультразвукового дослідження внутрішньочерепних структур.
Підґрунтям для існування методу є здатність тканин мозку поглинати та відбивати ультразвукові коливання.
Метод може бути корисним в діагностиці пухлин головного мозку, черепно-мозкових травм, наявності судинних та запальних захворювань головного мозку, а також гідроцефалії.